# Pilea hydrocotyliflora
Pilea hydrocotyliflora är en nässelväxtart som beskrevs av Ellsworth Paine Killip. Pilea hydrocotyliflora ingår i släktet pileor, och familjen nässelväxter. Inga underarter finns listade i Catalogue of Life.